# Royal Hunt
Royal Hunt je dánská progresivní metalová skupina, kterou v roce 1989 založil hráč na klávesové nástroje André Andersen. V původní sestavě pak dále byli ještě bubeník Kenneth Olsen a baskytarista Steen Mogensen. Později se ve skupině vystřídala řada hudebníků a jediným stálým členem zůstal Andersen. Své první album Land of Broken Hearts skupina vydala v roce 1992.

## Diskografie
- Land of Broken Hearts (1992)
- Clown in the Mirror (1993)
- Moving Target (1995)
- Paradox (1997)
- Fear (1999)
- The Mission (2001)
- Eyewitness (2003)
- Paper Blood (2005)
- Collision Course... Paradox 2 (2008)
- X (2010)
- Show Me How to Live (2011)
- A Life to Die For (2013)
- Devil's Dozen (2015)

## Členové
Současní
- André Andersen – klávesy (1989–dosud)
- D. C. Cooper – zpěv (1994–1998, 2011–dosud)
- Allan Sørensen – bicí (1996–2000, 2007–dosud)
- Andreas Passmark – baskytara (2009–dosud)
- Jonas Larsen – kytara (2011–dosud)

Dřívější
- Henrik Brockmann – zpěv (1990–1994)
- Mark Boals – zpěv (2007–2011)
- John West – zpěv (1999–2007)
- Kenneth Olsen – bicí (1989–1996, 2004–2007)
- Jacob Kjaer – kytara (1992–2003)
- Marcus Jidell – kytara (2004–2011)
- Steen Mogensen – baskytara (1989–2003)
- Per Schelander – baskytara (2005–2009)